# 中津井真
中津井 真（中津井 眞、なかつい まこと、1903年（明治36年）4月1日 - 1986年（昭和61年）9月29日）は、昭和期の政治家。参議院議員（2期）、広島県議会議長、大竹市名誉市民。

## 経歴
広島県比婆郡西城町（現庄原市）で生まれる。1920年（大正9年）広島教育養成所を中退した。
1947年（昭和22年）広島県議会議員に選出され5期在任し、この間、同議長も務めた。その他、自由民主党広島県連幹事長、広島県私立学校審議会会長などを歴任した。1964年（昭和39年）2月、大竹市文化会館建設費として10万円寄付により1966年（昭和41年）10月19日、紺綬褒章受章。
岩沢忠恭の死去に伴い、1966年（昭和41年）1月に実施された第6回参議院議員通常選挙広島県地方区補欠選挙に自民党公認で出馬して初当選し、1968年（昭和43年）7月の第8回通常選挙でも再選され、参議院議員に連続2期在任した。この間、参議院公職選挙法改正に関する特別委員長、第1次田中角栄内閣沖縄開発政務次官、中国地方開発審議会委員、自民党広島県連副会長、広島県建設業協会顧問などを務めた。その後、第10回通常選挙に立候補したが落選した。
1974年（昭和49年）秋の叙勲で勲二等瑞宝章受章（勲七等からの昇叙）。
1986年（昭和61年）9月29日死去、83歳。死没日をもって従四位に叙される。